# Pastellfruktduva
Pastellfruktduva (Ptilinopus perousii) är en fågel i familjen duvor inom ordningen duvfåglar. Den förekommer på öar i sydvästra Stilla havet. Fågeln tros minska i antal, men beståndet anses vara livskraftigt.

## Utseende och läte
Pastellfruktduvan är en spektakulärt färgad duva med rött på hjässan och i en sjal runt halsen, vitt ansikte och gul hals. Ryggen är gul med grå pilspetsteckningar och bröstet fläckat rött. Stjärten är grå ovan och röd under. Två olika läten hörs vanligen, dels ett duvtypiskt hoande som liknats vid orden "let it go, let it go", dels en serie hoande toner som ökar snabbt i hastighet, likt en stenkula som släpps på en hård yta.

## Utbredning och systematik
Pastellfruktduvan förekommer i sydvästra Stilla havet från Fiji till Samoa. Den delas in i två underarter med följande utbredning:
- Ptilinopus perousii perousii – förekommer på Samoa (Savai'i, Upolu, Tutuila, Ofu och Tau)
- Ptilinopus perousii mariae – förekommer i Fiji och Tonga

## Status
Trots det begränsade utbredningsområdet och att den tros minska i antal anses beståndet vara livskraftigt av internationella naturvårdsunionen IUCN. 

## Namn
Fågelns vetenskapliga artnamn hedrar Jean François de Galaup Comte de La Pérouse (1741-1788), kapten i franska flottan och upptäcktsresande i Stilla havet 1785-1788, där han kapsejsade vid Vanikoro, Santa Cruzöarna.